# Ailee
Ailee, nome d'arte di Amy Lee, coreano Lee Ye-jin (hangeul: 이예진; hanja: 李藝眞) (hangeul: 에일리; Denver, 30 maggio 1989), è una cantante statunitense di origini sudcoreane.

## Biografia

### 1989–2011: Primi anni di vita e inizio della carriera
Ailee nasce a Denver, ma cresce in New Jersey, dove frequenta la Palisades Park Junior/Senior High School prima di trasferirsi a Leonia. Si diploma alla Scotch Plains-Fanwood High School di Scotch Plains e inizia a studiare comunicazione, giornalismo e giustizia criminale alla Pace University prima di lasciare per dedicarsi alla musica. Prima di entrare nella scena K-pop, ottiene un contratto per l'agenzia Muzo Entertainmente, un'agenzia indipendente a New York e in New Jersey. Collabora con numerosi artisti, come Johnnyphlo e il rapper Decipher. Successivamente, crea su YouTube il canale mzamyx3, in seguito aileemusic, poi si trasferisce in Corea del Sud nel 2010 per partecipare ad un'audizione ottenuta tramite suo zio, passandola cantando Resignation delle Big Mama, venendo reclutata dalla YMC Entertainment. Prima di debuttare, duetta con Wheesung nel brano They Are Coming, uscito il 9 ottobre 2011. Presta la propria voce anche per Catch Me If You Can di Decipher e Jay Park: si esibisce insieme a loro, agli Art of Movement, a Johnnyphlo e a Clara C al projectKorea III presso la Rutgers University nel 2010. Intanto impersona un'aspirante cantante nella serie Dream High 2.

### 2012: Debutto conHeaveneInvitation
Il 6 febbraio 2012 viene pubblicato il teaser del video musicale del brano di debutto di Ailee, Heaven, scritto e prodotto da Wheesung. La canzone viene pubblicata 3 giorni dopo, il 9 febbraio 2012, con il video musicale, dove compare anche Gi Kwang dei Beast. Più tardi quella giornata, debutta sul palcoscenico con una performance di Heaven a M Countdown e, successivamente a febbraio, Inkigayo. Un mese dopo il suo debutto, vince due premi al Cyworld Music Awards: Song of the Month e Rookie of the Month. Ailee, inoltre, vince il premio come migliore nuovo artista al Asia Song Festival
A marzo dello stesso anno Ailee fa la sua apparizione agli Immortal Songs 2 della KBS, esibendosi con la canzone Light and Shadow di Patti Kim del 1967. Il 19 maggio 2012, nella seconda parte dello speciale J.Y. Park, canta la canzone di debutto di Park, Don't leave me. Batte Lee Hae-ri delle Davichi per un punto, 419 a 418. Appare nuovamente in Immortal Songs 2 il 30 giugno. Si esibisce con Fate di Lee Seung Chul e vince nuovamente, con 402 voti. Nell'agosto del 2012 è stato annunciato che si sarebbe temporaneamente ritirata dallo show per concentrarsi sulla sua carriera. Si esibisce per l'ultima volta il 6 Agosto 2012. Ailee co-conduce l'ABU Radio Song Festival con Han Seok-joon l'11 ottobre 2012.
Il 16 ottobre 2012 esce il suo primo EP Invitation, contenente il singolo I'll Show You (보여줄게) e altri cinque brani. L'EP è stato prodotto da compositori quali Kim Do-hoon, Lee Hyun-Seung, Park Guen-tae, Duble Sidekick, Wheesung e vede la partecipazione di vari artisti, come Verbal Jint, Swings and Simon Dominic. Il 18 ottobre 2012 Ailee si esibisce con I'll Show You a M Countdown. Il 23 novembre 2012 vince il primo posto in un programma musicale, Music Bank, battendo Gangnam Style di Psy. Nel 2012 Ailee ha ricevuto il premio come Migliore nuovo artista ai Seoul Music Awards, Melon Music Awards, Mnet Asian Music Awards, Golden Disk Awards, ma anche il premio come migliore nuova artista femminile ai Circle Chart Music Awards. Ha anche ricevuto il premio Mnet America Rising Star.

### 2013–2014:A's Doll House,debutto giapponese, eMagazine
Il suo secondo EP, A's Doll House, esce il 12 luglio 2013: il brano U&I, raggiunge la vetta delle classifiche musicali poche ore dopo, conseguendo un all-kill. Il disco diventa inaspettatamente popolare, andando esaurito in tutti i negozi sul territorio nazionale in un solo giorno.
Il 21 ottobre 2013 Ailee debutta nel mercato giapponese con Heaven pubblicato da Warner Music Japan. Il singolo esce il 6 novembre 2013, insieme al brano Starlight.
Il 6 gennaio 2014 Ailee pubblica il singolo, prodotto da Wheesung, Singing Got Better, che raggiunge la vetta del Gaon music chart.
Il 12 luglio 2014 viene confermato che Ailee parteciperà come giudice a Superstar K6.
Il 25 settembre 2014 Ailee pubblica il suo terzo EP, Magazine. Il brano principale dell'EP, Don't Touch Me, è stato categorizzato come Britpop. Il singolo arriva al secondo posto al Gaon music Chart. L'EP è stato prodotto da Kim Do-Hoon. Ailee ha vinto il suo primo trofeo il 5 ottobre 2014, ad Inkigayo.

### 2015–2016: Primo concerto da solista,VivideA New Empire
Dopo aver concluso il tour Mic Tour con Jay Park e San E a Toronto nel marzo 2015 viene comunicato il progetto di un concerto di Ailee tre anni dopo il suo debutto. Il suo primo concerto, Fatal Attraction, si è svolto il 4 giugno 2015 all'Olympic Hall. I biglietti furono messi in vendita il 27 maggio 2015, tramite il venditore digitale Interpark, e Ailee ottenne il record per il sold-out più veloce sulla piattaforma. Ailee è stata accompagnata sul palco da numerosi artisti con cui ha eseguito duetti o collaborazioni. Ha cantato Shut up con Showry, Like Nobody Knows e Comma 07 con Cheetah, Wash Away e Officially Missing You con Geeks, NimA e Shower of Tears con Baechigi e Touch My Body e Let's Go Travel con Shin Bo-ra.
Il primo album di Ailee, Vivid, viene pubblicato il 30 settembre 2015. Ha vinto il suo primo trofeo il 7 ottobre 2015 allo Show Campion. Ailee ha vinto il premio Best Female Vocal (migliore cantante femminile) per il suo terzo anno consecutivo al Mnet Asian Music Awards del 2015, grazie al brano Mind your own Business.
Il 13 giugno 2016 viene confermato che Ailee parteciperà come giudice al Superstar K 2016. Il 23 agosto 2016, Ailee pubblica il singolo If You, che raggiunge la vetta del Gaon Weekly Chart per i download digitali. Il 2 dicembre 2016 Ailee riceve nuovamente il premio Best Female Vocal al Mnet Asian Music Awards del 2015, questa volta per If You, ottenendo il record di quattro vittorie consecutive in questa categoria. Il 5 ottobre 2016 Ailee pubblica il suo EP A New Empire, con il video musicale per Home. A New Empire raggiunge la decima posizione nel Gaon Album Chart, la nona nel US World Albums (Billboard) Chart.

### 2017–2018: Successo dell'OST e tour di concerti
Il 7 gennaio 2017 Ailee debutta negli Stati Uniti con il singolo Fall Back, per l'etichetta WestSide Entertainment con lo pseudonimo A.Leean. Pubblica anche I Will Go to You Like the First Snow (첫눈처럼 너에게 가겠다) lo stesso giorno, come nona traccia di una serie di tracce composte per la serie coreana Guardian: The Lonely and Great God. Il brano ha raggiunto la vetta del Gaon Digital Chart e ha mantenuto il primo posto per tre consecutive settimane. Questo brano ha permesso ad Ailee di ricevere il premio Best OST al 2017 Korea Cable TV Awards. La colonna sonora ha ricevuto numerosi riconoscimenti, come il premio come migliore colonna sonora al Seoul International Drama Awards, ai Mnet Asian Music Awards, ai Melon Music Awards, ai Seoul Music Awards e ai Golden Disc Awards. I Will Go To You Like the First Snow è anche stata la prima OST a rimanere al primo posto su Melon per oltre 600 ore.
Ailee, precedentemente, ha tenuto due concerti a Seoul dal titolo Welcome Home al Kyunghee University´s Grand Peace Palace il 24 e 25 dicembre 2016. Dato il successo dei concerti, è stato annunciato che Ailee avrebbe tenuto il suo tour nazionale, il Welcome Home Tour, iniziato a Daegu il 1 aprile 2017. Si è esibita sia con le proprie canzoni, sia con quelle dell'Immortal Songs. Ci sono stati anche diversi ospiti, come Eric Nam, Tak, Amber, Lee Min-Jeong e Park Soo-bin. Il 5 maggio 2017 è stato annunciato che Ailee avrebbe tenuto il suo primo concerto a Taiwan, chiamato Ailee - Hello Taipei 2017. Il concerto ha avuto luogo il 25 giugno 2016 al City Hall del Taipei International Convention Center. Il 21 giugno 2017 Ailee ha tenuto un concerto in collaborazione con Brian McKnight e Zion.T, chiamato Superstage Concert presso lla Jamsil Arena di Seul. Ailee si è esibita con canzoni della propria della discografia e ha anche cantato un duetto, Whenever You Call, con Brian McKnight.
Il 18 marzo 2018 Ailee ha eseguito I Will Show You alla cerimonia di chiusura ai Giochi olimpici invernali del 2018, tenuti al Pyeongchang Olympic Stadium. Il 14 settembre 2018 Ailee è stata scelta come membro di un gruppo di delegatori culturali sud-coreani, con altri artisti della Corea del Sud, per il terzo summit fra le due Coree a Pyongyang, in Nord Corea, dove si è esibita con la sua OST I Will Go to You Like the First Snow. Il 24 ottobre 2018 Ailee ha annunciato il suo secondo tour nazionale, I Am: Ailee.

### 2019–presente:ButterflyeI AM: Re-born Tour
Ailee pubblica il suo secondo album, Butterfly, il 2 luglio 2019, lanciato dal singolo Room Shaker.
Il 10 settembre 2019 Ailee ha annunciato su Instagram che ha creato una nuova compagnia, "Rocket3 Entertainment", dopo esser stata parte della YMC Entertainment per otto anni.
Il 13 dicembre 2019 Ailee pubblica il suo primo brano in inglese per l'etichetta statunitense Sun and Sky Records.

## Discografia

### Album in studio
- 2015 – Vivid
- 2018 – Butterfly

### EP
- 2012 – Invitation
- 2013 – A's Doll House
- 2014 – Magazine
- 2016 – A New Empire
- 2020 – I'm
- 2021 – Lovin'

### Singoli
- 2010 – Shoe Game
- 2012 – Heaven
- 2012 – I Will Show You
- 2012 – Evening Sky
- 2013 – Scent of a Woman
- 2013 – U&I
- 2013 – No No No
- 2013 – Rainy Day
- 2014 – Singing Got Better
- 2014 – Don't Touch Me
- 2014 – Sudden Illness
- 2014 – Goodbye Now
- 2015 – Johnny
- 2015 – Mind Your Own Business
- 2015 – Sakura
- 2016 – If You
- 2016 – Home (feat. Yoon Mi-rae)
- 2017 – Reminiscing
- 2017 – Fall Back
- 2019 – Room Shaker
- 2019 – Sweater
- 2020 – Farewell Story Live Ver. (con Jung Seung-hwan)
- 2020 – 3rd Hangang River Bridge Live Ver.
- 2020 – What About You
- 2020 – When We Were In Love
- 2020 – Silent Night
- 2021 – Make Up Your Mind
- 2021 – Spring Flower

## Riconoscimenti
- 2012 – Cyworld Digital Music Awards
  - Rookie & Song of the Month (February) ("Heaven")
- 2012 – Asia Song Festival
  - New Artist Award
- 2012 – Melon Music Awards
  - Best New Artist
- 2012 – Mnet Asian Music Awards
  - Best New Female Artist[9]
- 2013 – Mnet Asian Music Awards
  - Best Vocal Performance - Female ("U&I")
  - Nomination Best Female Artist
  - Nomination BC - UnionPay Song of the year ("U&I")
  - Nomination Artist of the Year
- 2013 – Golden Disk Awards
  - Best New Artist
- 2013 – Seoul Music Award
  - Rookie Award
- 2013 – Mnet Pre-Grammy Awards
  - Mnet Rising Star
- 2013 – Gaon Chart K-Pop Awards
  - New Female Solo Artist
- 2014 – MelOn Music Awards
  - Nomination Best Ballad Award ("Singing for Better")
  - Nomination Song of the Year ("Singing for Better")
- 2014 – Mnet Asian Music Awards
  - Best Vocal Performance - Female ("Singing for Better")
  - Nomination Best Female Artist
  - Nomination Best Dance Performance - Solo ("Don't Touch Me")
  - Nomination UnionPay Song of the Year ("Don't Touch Me")
  - Nomination UnionPay Song of the Year ("Singing for Better")
  - Nomination UnionPay Artist of the Year
- 2014 – Golden Disk Awards
  - Digital Bonsang ("U&I")
- 2014 – Korea Drama Awards
  - Best OST ("Goodbye My Love")
- 2014 – APAN Star Awards
  - Best OST ("Goodbye My Love")
- 2014 – After School Club Award
  - Nomination Reaction Award
- 2015 – Golden Disk Awards
  - Digital Bonsang ("Don't Touch Me")